# Tipula stenoterga
Tipula stenoterga är en tvåvingeart som beskrevs av Alexander 1941. Tipula stenoterga ingår i släktet Tipula och familjen storharkrankar. Inga underarter finns listade i Catalogue of Life.